# 羽島郡

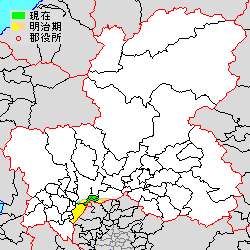
岐阜県羽島郡の位置（1.岐南町 2.笠松町 薄黄：後に他郡に編入された区域 水色：後に他郡から編入した区域）

羽島郡（はしまぐん）は、岐阜県の郡。
人口48,061人、面積18.21km²、人口密度2,639人/km²。（2025年2月1日、推計人口）
以下の2町を含む。
- 岐南町（ぎなんちょう）
- 笠松町（かさまつちょう）

## 郡域
1897年（明治30年）に行政区画として発足した当時の郡域は、上記2町のほか、以下の区域にあたる。
- 岐阜市の一部（境川以南）
- 羽島市の全域
- 各務原市の一部（川島各町・成清・神置・下中屋・大佐野・上中屋・松本）

## 歴史
- 明治30年（1897年）4月1日 - 郡制の施行のため、羽栗郡・中島郡の区域をもって羽島郡が発足[1]。同時に以下の町村の統合が行われ、川島村（現・各務原市）・笠松町（現存）・竹ヶ鼻町（現・羽島市）・柳津村（現・岐阜市）・堀津村（現・羽島市）と新設された15村が所属。特記以外は現・羽島市[2]。（2町18村）
  - 足近村 ← 南宿村、市場村、北宿村、坂井村、直道村、小荒井村、南之川村
  - 上羽栗村 ← 野中村、伏屋村、平島村、三宅村、若宮地村（現・岐南町）
  - 八剣村 ← 下印食村、上印食村、徳田村、薬師寺村（現・岐南町）
  - 松枝村 ← 長池村、北及村、田代村、門間村（現・笠松町）
  - 下羽栗村 ← 中野村、米野村、円城寺村、無動寺村、江川村（現・笠松町）
  - 中屋村 ← 大佐野村、松本村、上中屋村、下中屋村、成清村、神置村（現・各務原市）
  - 小薮村 ← 小薮村、午南新田、大須村［一部[3]を除く］、八神村［一部[4]］
  - 下中島村 ← 城屋敷村、市之枝村、石田村、西加賀野井村
  - 江吉良村 ← 江吉良村、舟橋村
  - 上中島村 ← 中村、沖村、一色村、長間村、午北新田
  - 福寿村 ← 本郷村、平方村、間島村、浅平村
  - 駒塚村 ← 駒塚村、蜂尻村、飯柄村、狐穴村
  - 小熊村 ← 西小熊村、東小熊村、川森村、島村
  - 正木村 ← 大浦村、曲利村、須賀村、新井村、三ツ柳村、羽栗郡坂丸村、光法寺村、不破一色村、森村、南及村
  - 八神村の残部が大須村の残部（一部[3]）を編入して八神村となる。

- 明治30年（1897年）8月1日 - 郡制を施行。
- 大正6年（1917年） - 現住人口61,205名。マラリア患者数792名[5]。
- 大正12年（1923年）4月1日 - 郡会が廃止。郡役所は存続。
- 大正15年（1926年）
  - 5月1日 - 駒塚村が竹ヶ鼻町に編入。（2町17村）
  - 7月1日 - 郡役所が廃止。以降は地域区分名称となる。
- 昭和2年（1927年）4月1日 - 八神村・小藪村が合併して桑原村が発足。（2町16村）
- 昭和17年（1942年）7月1日 - 「伊奈波地方事務所」が岐阜市に設置され、稲葉郡・山県郡とともに管轄。
- 昭和25年（1950年）8月1日 - 松枝村が笠松町に編入。（2町15村）
- 昭和29年（1954年）4月1日 - 竹ヶ鼻町・足近村・小熊村・正木村・福寿村・江吉良村・堀津村・上中島村・下中島村・桑原村が合併して羽島市が発足し、郡より離脱。（1町6村）
- 昭和30年（1955年）
  - 2月11日 - 中屋村が稲葉郡更木村・前宮村と合併して稲葉郡稲羽町が発足。（1町5村）
  - 4月1日 - 笠松町・下羽栗村が合併し、改めて笠松町が発足。（1町4村）
- 昭和31年（1956年）
  - 9月26日
    - 八剣村・上羽栗村が合併して岐南村が発足。（1町3村）
    - 柳津村が稲葉郡佐波村を編入のうえ町制施行して柳津町となる。（2町2村）

  - 10月1日
    - 岐南村が町制施行して岐南町となる。（3町1村）
    - 川島村が町制施行して川島町となる。（4町）
- 平成16年（2004年）11月1日 - 川島町が各務原市に編入。（3町）
- 平成18年（2006年）1月1日 - 柳津町が岐阜市に編入。（2町）

### 変遷表
| 旧郡   | 明治以前     | 明治以前     | 明治初年 - 明治7年       | 明治8年 - 明治22年       | 明治22年 4月1日 町村制施行 | 明治30年 4月1日 羽島郡発足 | 明治30年 - 昭和25年            | 昭和26年 - 昭和64年                          | 昭和26年 - 昭和64年           | 平成元年 - 現在                | 現在     |
| ------ | ------------ | ------------ | ------------------------ | ------------------------ | -------------------------- | -------------------------- | ------------------------------ | -------------------------------------------- | ----------------------------- | ------------------------------ | -------- |
| 厚見郡 | 佐波村       | 佐波村       | 佐波村                   | 佐波村                   | 佐波村                     | 稲葉郡佐波村               | 稲葉郡佐波村                   | 昭和31年9月26日 柳津村に編入 即日町制 柳津町 | 柳津町                        | 平成18年1月1日 岐阜市に編入    | 岐阜市   |
| 厚見郡 | 高桑村       | 高桑村       | 高桑村                   | 高桑村                   | 高桑村                     | 稲葉郡佐波村               | 稲葉郡佐波村                   | 昭和31年9月26日 柳津村に編入 即日町制 柳津町 | 柳津町                        | 平成18年1月1日 岐阜市に編入    | 岐阜市   |
| 羽栗郡 | 柳津村       | 柳津村       | 柳津村                   | 柳津村                   | 柳津村                     | 柳津村                     | 柳津村                         | 昭和31年9月26日 町制 柳津町                  | 柳津町                        | 平成18年1月1日 岐阜市に編入    | 岐阜市   |
| 羽栗郡 | 野中村       | 野中村       | 野中村                   | 野中村                   | 野中村                     | 上羽栗村                   | 上羽栗村                       | 昭和31年9月26日 岐南村                       | 昭和31年10月1日 町制 岐南町   | 岐南町                         | 岐南町   |
| 羽栗郡 | 三宅村       | 三宅村       | 三宅村                   | 三宅村                   | 三宅村                     | 上羽栗村                   | 上羽栗村                       | 昭和31年9月26日 岐南村                       | 昭和31年10月1日 町制 岐南町   | 岐南町                         | 岐南町   |
| 羽栗郡 | 伏屋村       | 伏屋村       | 伏屋村                   | 伏屋村                   | 伏屋村                     | 上羽栗村                   | 上羽栗村                       | 昭和31年9月26日 岐南村                       | 昭和31年10月1日 町制 岐南町   | 岐南町                         | 岐南町   |
| 羽栗郡 | 成光村       | 成光村       | 成光村                   | 伏屋村                   | 伏屋村                     | 上羽栗村                   | 上羽栗村                       | 昭和31年9月26日 岐南村                       | 昭和31年10月1日 町制 岐南町   | 岐南町                         | 岐南町   |
| 羽栗郡 | 若宮地村     | 若宮地村     | 若宮地村                 | 若宮地村                 | 若宮地村                   | 上羽栗村                   | 上羽栗村                       | 昭和31年9月26日 岐南村                       | 昭和31年10月1日 町制 岐南町   | 岐南町                         | 岐南町   |
| 羽栗郡 | 平島村       | 平島村       | 平島村                   | 平島村                   | 平島村                     | 上羽栗村                   | 上羽栗村                       | 昭和31年9月26日 岐南村                       | 昭和31年10月1日 町制 岐南町   | 岐南町                         | 岐南町   |
| 羽栗郡 | 徳田村       | 徳田村       | 徳田村                   | 徳田村                   | 徳田村                     | 八剣村                     | 八剣村                         | 昭和31年9月26日 岐南村                       | 昭和31年10月1日 町制 岐南町   | 岐南町                         | 岐南町   |
| 羽栗郡 | 印食新田     | 印食新田     | 印食新田                 | 徳田村                   | 徳田村                     | 八剣村                     | 八剣村                         | 昭和31年9月26日 岐南村                       | 昭和31年10月1日 町制 岐南町   | 岐南町                         | 岐南町   |
| 羽栗郡 | 下印食村     | 下印食村     | 下印食村                 | 下印食村                 | 下印食村                   | 八剣村                     | 八剣村                         | 昭和31年9月26日 岐南村                       | 昭和31年10月1日 町制 岐南町   | 岐南町                         | 岐南町   |
| 羽栗郡 | 上印食村     | 上印食村     | 上印食村                 | 上印食村                 | 上印食村                   | 八剣村                     | 八剣村                         | 昭和31年9月26日 岐南村                       | 昭和31年10月1日 町制 岐南町   | 岐南町                         | 岐南町   |
| 羽栗郡 | 薬師寺村     | 薬師寺村     | 薬師寺村                 | 薬師寺村                 | 薬師寺村                   | 八剣村                     | 八剣村                         | 昭和31年9月26日 岐南村                       | 昭和31年10月1日 町制 岐南町   | 岐南町                         | 岐南町   |
| 羽栗郡 | 間島村       | 間島村       | 明治7年9月 改称 東間島村 | 明治8年 神置村           | 神置村                     | 中屋村                     | 中屋村                         | 昭和30年2月11日 稲葉郡稲羽町の一部           | 昭和38年4月1日 各務原市の一部 | 各務原市の一部                 | 各務原市 |
| 羽栗郡 | 間島村       | 間島村       | 明治7年 分立 石田村      | 明治8年 神置村           | 神置村                     | 中屋村                     | 中屋村                         | 昭和30年2月11日 稲葉郡稲羽町の一部           | 昭和38年4月1日 各務原市の一部 | 各務原市の一部                 | 各務原市 |
| 羽栗郡 | 松本村       | 松本村       | 松本村                   | 松本村                   | 松本村                     | 中屋村                     | 中屋村                         | 昭和30年2月11日 稲葉郡稲羽町の一部           | 昭和38年4月1日 各務原市の一部 | 各務原市の一部                 | 各務原市 |
| 羽栗郡 | 大佐野村     | 大佐野村     | 大佐野村                 | 大佐野村                 | 大佐野村                   | 中屋村                     | 中屋村                         | 昭和30年2月11日 稲葉郡稲羽町の一部           | 昭和38年4月1日 各務原市の一部 | 各務原市の一部                 | 各務原市 |
| 羽栗郡 | 成清村       | 成清村       | 成清村                   | 成清村                   | 成清村                     | 中屋村                     | 中屋村                         | 昭和30年2月11日 稲葉郡稲羽町の一部           | 昭和38年4月1日 各務原市の一部 | 各務原市の一部                 | 各務原市 |
| 羽栗郡 | 上中屋村     | 上中屋村     | 明治7年9月 上中屋村      | 上中屋村                 | 上中屋村                   | 中屋村                     | 中屋村                         | 昭和30年2月11日 稲葉郡稲羽町の一部           | 昭和38年4月1日 各務原市の一部 | 各務原市の一部                 | 各務原市 |
| 羽栗郡 | 下中屋村     | 一部を除く   | 下中屋村                 | 下中屋村                 | 下中屋村                   | 中屋村                     | 中屋村                         | 昭和30年2月11日 稲葉郡稲羽町の一部           | 昭和38年4月1日 各務原市の一部 | 各務原市の一部                 | 各務原市 |
| 羽栗郡 | 下中屋村     | 一部         | 下中屋村                 | 明治8年1月 松倉村        | 川島村                     | 川島村                     | 川島村                         | 川島村                                       | 昭和31年10月1日 町制 川島町   | 平成16年11月1日 各務原市に編入 | 各務原市 |
| 羽栗郡 | 松倉村       | 松倉村       | 松倉村                   | 明治8年1月 松倉村        | 川島村                     | 川島村                     | 川島村                         | 川島村                                       | 昭和31年10月1日 町制 川島町   | 平成16年11月1日 各務原市に編入 | 各務原市 |
| 羽栗郡 | 松原島村     | 松原島村     | 松原島村                 | 松原島村                 | 川島村                     | 川島村                     | 川島村                         | 川島村                                       | 昭和31年10月1日 町制 川島町   | 平成16年11月1日 各務原市に編入 | 各務原市 |
| 羽栗郡 | 笠田村       | 笠田村       | 笠田村                   | 笠田村                   | 川島村                     | 川島村                     | 川島村                         | 川島村                                       | 昭和31年10月1日 町制 川島町   | 平成16年11月1日 各務原市に編入 | 各務原市 |
| 羽栗郡 | 小網島村     | 小網島村     | 明治7年9月 上中屋村      | 明治13年10月 小網島村    | 川島村                     | 川島村                     | 川島村                         | 川島村                                       | 昭和31年10月1日 町制 川島町   | 平成16年11月1日 各務原市に編入 | 各務原市 |
| 各務郡 | 小網村       | 小網村       | 明治7年9月 上中屋村      | 明治13年10月 小網島村    | 川島村                     | 川島村                     | 川島村                         | 川島村                                       | 昭和31年10月1日 町制 川島町   | 平成16年11月1日 各務原市に編入 | 各務原市 |
| 羽栗郡 | 河田島村     | 河田島村     | 河田島村                 | 河田島村                 | 川島村                     | 川島村                     | 川島村                         | 川島村                                       | 昭和31年10月1日 町制 川島町   | 平成16年11月1日 各務原市に編入 | 各務原市 |
| 羽栗郡 | 円城寺村     |              | 円城寺村                 | 河田島村                 | 川島村                     | 川島村                     | 川島村                         | 川島村                                       | 昭和31年10月1日 町制 川島町   | 平成16年11月1日 各務原市に編入 | 各務原市 |
| 羽栗郡 | 円城寺村     | 飛地         | 円城寺村                 | 明治8年1月 円城寺村      | 円城寺村                   | 下羽栗村                   | 下羽栗村                       | 昭和30年4月1日 笠松町                        | 昭和30年4月1日 笠松町         | 笠松町                         | 笠松町   |
| 羽栗郡 | 栗木村       | 栗木村       | 栗木村                   | 明治8年1月 円城寺村      | 円城寺村                   | 下羽栗村                   | 下羽栗村                       | 昭和30年4月1日 笠松町                        | 昭和30年4月1日 笠松町         | 笠松町                         | 笠松町   |
| 羽栗郡 | 中野村       | 中野村       | 中野村                   | 中野村                   | 中野村                     | 下羽栗村                   | 下羽栗村                       | 昭和30年4月1日 笠松町                        | 昭和30年4月1日 笠松町         | 笠松町                         | 笠松町   |
| 羽栗郡 | 無動寺村     | 無動寺村     | 無動寺村                 | 無動寺村                 | 無動寺村                   | 下羽栗村                   | 下羽栗村                       | 昭和30年4月1日 笠松町                        | 昭和30年4月1日 笠松町         | 笠松町                         | 笠松町   |
| 羽栗郡 | 江川村       | 江川村       | 江川村                   | 江川村                   | 江川村                     | 下羽栗村                   | 下羽栗村                       | 昭和30年4月1日 笠松町                        | 昭和30年4月1日 笠松町         | 笠松町                         | 笠松町   |
| 羽栗郡 | 米野村       | 米野村       | 米野村                   | 米野村                   | 米野村                     | 下羽栗村                   | 下羽栗村                       | 昭和30年4月1日 笠松町                        | 昭和30年4月1日 笠松町         | 笠松町                         | 笠松町   |
| 羽栗郡 | 笠松村       | 笠松村       | 笠松村                   | 明治8年1月 笠松村        | 笠松町                     | 笠松町                     | 笠松町                         | 昭和30年4月1日 笠松町                        | 昭和30年4月1日 笠松町         | 笠松町                         | 笠松町   |
| 羽栗郡 | 徳田新田     | 徳田新田     | 徳田新田                 | 明治8年1月 笠松村        | 笠松町                     | 笠松町                     | 笠松町                         | 昭和30年4月1日 笠松町                        | 昭和30年4月1日 笠松町         | 笠松町                         | 笠松町   |
| 羽栗郡 | 奈良津新田   | 奈良津新田   | 奈良津新田               | 明治8年1月 笠松村        | 笠松町                     | 笠松町                     | 笠松町                         | 昭和30年4月1日 笠松町                        | 昭和30年4月1日 笠松町         | 笠松町                         | 笠松町   |
| 羽栗郡 | 長池村       | 長池村       | 明治初年 長池村          | 明治8年1月 長池村        | 長池村                     | 松枝村                     | 昭和25年8月1日 笠松町に編入    | 昭和30年4月1日 笠松町                        | 昭和30年4月1日 笠松町         | 笠松町                         | 笠松町   |
| 羽栗郡 | おはけ村     |              | 明治初年 長池村          | 明治8年1月 長池村        | 長池村                     | 松枝村                     | 昭和25年8月1日 笠松町に編入    | 昭和30年4月1日 笠松町                        | 昭和30年4月1日 笠松町         | 笠松町                         | 笠松町   |
| 羽栗郡 | 三ツ屋村     | 一部         | 三ツ屋村                 | 明治8年1月 長池村        | 長池村                     | 松枝村                     | 昭和25年8月1日 笠松町に編入    | 昭和30年4月1日 笠松町                        | 昭和30年4月1日 笠松町         | 笠松町                         | 笠松町   |
| 羽栗郡 | 三ツ屋村     | 一部         | 三ツ屋村                 | 明治8年1月 田代村        | 田代村                     | 松枝村                     | 昭和25年8月1日 笠松町に編入    | 昭和30年4月1日 笠松町                        | 昭和30年4月1日 笠松町         | 笠松町                         | 笠松町   |
| 羽栗郡 | 田代村       | 田代村       | 田代村                   | 明治8年1月 田代村        | 田代村                     | 松枝村                     | 昭和25年8月1日 笠松町に編入    | 昭和30年4月1日 笠松町                        | 昭和30年4月1日 笠松町         | 笠松町                         | 笠松町   |
| 羽栗郡 | 藤掛村       | 藤掛村       | 藤掛村                   | 明治8年1月 田代村        | 田代村                     | 松枝村                     | 昭和25年8月1日 笠松町に編入    | 昭和30年4月1日 笠松町                        | 昭和30年4月1日 笠松町         | 笠松町                         | 笠松町   |
| 羽栗郡 | 南船原村     | 南船原村     | 南船原村                 | 明治8年1月 門間村        | 門間村                     | 松枝村                     | 昭和25年8月1日 笠松町に編入    | 昭和30年4月1日 笠松町                        | 昭和30年4月1日 笠松町         | 笠松町                         | 笠松町   |
| 羽栗郡 | 北船原村     | 北船原村     | 北船原村                 | 明治8年1月 門間村        | 門間村                     | 松枝村                     | 昭和25年8月1日 笠松町に編入    | 昭和30年4月1日 笠松町                        | 昭和30年4月1日 笠松町         | 笠松町                         | 笠松町   |
| 羽栗郡 | 町屋村       | 町屋村       | 町屋村                   | 明治8年1月 門間村        | 門間村                     | 松枝村                     | 昭和25年8月1日 笠松町に編入    | 昭和30年4月1日 笠松町                        | 昭和30年4月1日 笠松町         | 笠松町                         | 笠松町   |
| 羽栗郡 | 北及村       | 北及村       | 北及村                   | 明治8年1月 北及村        | 北及村                     | 松枝村                     | 昭和25年8月1日 笠松町に編入    | 昭和30年4月1日 笠松町                        | 昭和30年4月1日 笠松町         | 笠松町                         | 笠松町   |
| 羽栗郡 | 柳津村       | 一部         | 柳津村                   | 明治8年1月 北及村        | 北及村                     | 松枝村                     | 昭和25年8月1日 笠松町に編入    | 昭和30年4月1日 笠松町                        | 昭和30年4月1日 笠松町         | 笠松町                         | 笠松町   |
| 羽栗郡 | 柳津村       | 一部         | 柳津村                   | 明治8年1月 坂井村        | 坂井村                     | 足近村                     | 足近村                         | 昭和29年4月1日 羽島市                        | 昭和29年4月1日 羽島市         | 羽島市                         | 羽島市   |
| 羽栗郡 | 柳津村       | 一部         | 柳津村                   | 明治8年1月 市場村        | 市場村                     | 足近村                     | 足近村                         | 昭和29年4月1日 羽島市                        | 昭和29年4月1日 羽島市         | 羽島市                         | 羽島市   |
| 羽栗郡 | 市場村       | 市場村       | 市場村                   | 明治8年1月 市場村        | 市場村                     | 足近村                     | 足近村                         | 昭和29年4月1日 羽島市                        | 昭和29年4月1日 羽島市         | 羽島市                         | 羽島市   |
| 羽栗郡 | 坂井村       | 坂井村       | 坂井村                   | 明治8年1月 坂井村        | 坂井村                     | 足近村                     | 足近村                         | 昭和29年4月1日 羽島市                        | 昭和29年4月1日 羽島市         | 羽島市                         | 羽島市   |
| 羽栗郡 | 南宿村       | 南宿村       | 南宿村                   | 南宿村                   | 南宿村                     | 足近村                     | 足近村                         | 昭和29年4月1日 羽島市                        | 昭和29年4月1日 羽島市         | 羽島市                         | 羽島市   |
| 羽栗郡 | 北宿村       | 北宿村       | 北宿村                   | 北宿村                   | 北宿村                     | 足近村                     | 足近村                         | 昭和29年4月1日 羽島市                        | 昭和29年4月1日 羽島市         | 羽島市                         | 羽島市   |
| 羽栗郡 | 直道村       | 直道村       | 直道村                   | 直道村                   | 直道村                     | 足近村                     | 足近村                         | 昭和29年4月1日 羽島市                        | 昭和29年4月1日 羽島市         | 羽島市                         | 羽島市   |
| 羽栗郡 | 小荒井村     | 小荒井村     | 小荒井村                 | 小荒井村                 | 小荒井村                   | 足近村                     | 足近村                         | 昭和29年4月1日 羽島市                        | 昭和29年4月1日 羽島市         | 羽島市                         | 羽島市   |
| 羽栗郡 | 南之川村     | 南之川村     | 明治7年9月 南之川村      | 南之川村                 | 南之川村                   | 足近村                     | 足近村                         | 昭和29年4月1日 羽島市                        | 昭和29年4月1日 羽島市         | 羽島市                         | 羽島市   |
| 中島郡 | 馬飼村       | 一部         | 明治7年9月 南之川村      | 南之川村                 | 南之川村                   | 足近村                     | 足近村                         | 昭和29年4月1日 羽島市                        | 昭和29年4月1日 羽島市         | 羽島市                         | 羽島市   |
| 中島郡 | 馬飼村       | 一部         | 明治7年9月 島村          | 島村                     | 島村                       | 小熊村                     | 小熊村                         | 昭和29年4月1日 羽島市                        | 昭和29年4月1日 羽島市         | 羽島市                         | 羽島市   |
| 羽栗郡 | 島村         | 島村         | 明治7年9月 島村          | 島村                     | 島村                       | 小熊村                     | 小熊村                         | 昭和29年4月1日 羽島市                        | 昭和29年4月1日 羽島市         | 羽島市                         | 羽島市   |
| 羽栗郡 | 足近新田     | 足近新田     | 足近新田                 | 足近新田                 | 島村                       | 小熊村                     | 小熊村                         | 昭和29年4月1日 羽島市                        | 昭和29年4月1日 羽島市         | 羽島市                         | 羽島市   |
| 羽栗郡 | 西小熊村     | 西小熊村     | 西小熊村                 | 西小熊村                 | 西小熊村                   | 小熊村                     | 小熊村                         | 昭和29年4月1日 羽島市                        | 昭和29年4月1日 羽島市         | 羽島市                         | 羽島市   |
| 羽栗郡 | 東小熊村     | 東小熊村     | 東小熊村                 | 東小熊村                 | 東小熊村                   | 小熊村                     | 小熊村                         | 昭和29年4月1日 羽島市                        | 昭和29年4月1日 羽島市         | 羽島市                         | 羽島市   |
| 羽栗郡 | 川口村       | 川口村       | 川口村                   | 明治8年6月1日 川森村     | 川森村                     | 小熊村                     | 小熊村                         | 昭和29年4月1日 羽島市                        | 昭和29年4月1日 羽島市         | 羽島市                         | 羽島市   |
| 羽栗郡 | 天王森村     | 天王森村     | 天王森村                 | 明治8年6月1日 川森村     | 川森村                     | 小熊村                     | 小熊村                         | 昭和29年4月1日 羽島市                        | 昭和29年4月1日 羽島市         | 羽島市                         | 羽島市   |
| 羽栗郡 | 竹ヶ鼻村     | 竹ヶ鼻村     | 竹ヶ鼻村                 | 竹ヶ鼻村                 | 竹ヶ鼻町                   | 竹ヶ鼻町                   | 竹ヶ鼻町                       | 昭和29年4月1日 羽島市                        | 昭和29年4月1日 羽島市         | 羽島市                         | 羽島市   |
| 羽栗郡 | 本郷村       | 本郷村       | 本郷村                   | 本郷村                   | 本郷村                     | 福寿村                     | 福寿村                         | 昭和29年4月1日 羽島市                        | 昭和29年4月1日 羽島市         | 羽島市                         | 羽島市   |
| 羽栗郡 | 平方村       | 平方村       | 平方村                   | 平方村                   | 平方村                     | 福寿村                     | 福寿村                         | 昭和29年4月1日 羽島市                        | 昭和29年4月1日 羽島市         | 羽島市                         | 羽島市   |
| 羽栗郡 | 浅平村       | 浅平村       | 浅平村                   | 浅平村                   | 浅平村                     | 福寿村                     | 福寿村                         | 昭和29年4月1日 羽島市                        | 昭和29年4月1日 羽島市         | 羽島市                         | 羽島市   |
| 羽栗郡 | 間島村       | 間島村       | 明治7年9月 改称 西間島村 | 明治12年11月 改称 間島村 | 間島村                     | 福寿村                     | 福寿村                         | 昭和29年4月1日 羽島市                        | 昭和29年4月1日 羽島市         | 羽島市                         | 羽島市   |
| 羽栗郡 | 坂丸村       | 坂丸村       | 坂丸村                   | 明治8年1月 坂丸村        | 坂丸村                     | 正木村                     | 正木村                         | 昭和29年4月1日 羽島市                        | 昭和29年4月1日 羽島市         | 羽島市                         | 羽島市   |
| 羽栗郡 | 加納新田     | 加納新田     | 加納新田                 | 明治8年1月 坂丸村        | 坂丸村                     | 正木村                     | 正木村                         | 昭和29年4月1日 羽島市                        | 昭和29年4月1日 羽島市         | 羽島市                         | 羽島市   |
| 羽栗郡 | 不破一色村   | 不破一色村   | 不破一色村               | 不破一色村               | 不破一色村                 | 正木村                     | 正木村                         | 昭和29年4月1日 羽島市                        | 昭和29年4月1日 羽島市         | 羽島市                         | 羽島市   |
| 羽栗郡 | 森村         | 森村         | 森村                     | 森村                     | 森村                       | 正木村                     | 正木村                         | 昭和29年4月1日 羽島市                        | 昭和29年4月1日 羽島市         | 羽島市                         | 羽島市   |
| 羽栗郡 | 光法寺村     | 光法寺村     | 光法寺村                 | 光法寺村                 | 光法寺村                   | 正木村                     | 正木村                         | 昭和29年4月1日 羽島市                        | 昭和29年4月1日 羽島市         | 羽島市                         | 羽島市   |
| 羽栗郡 | 南及村       | 南及村       | 南及村                   | 南及村                   | 南及村                     | 正木村                     | 正木村                         | 昭和29年4月1日 羽島市                        | 昭和29年4月1日 羽島市         | 羽島市                         | 羽島市   |
| 中島郡 | 大浦村       | 大浦村       | 大浦村                   | 大浦村                   | 大浦村                     | 正木村                     | 正木村                         | 昭和29年4月1日 羽島市                        | 昭和29年4月1日 羽島市         | 羽島市                         | 羽島市   |
| 中島郡 | 曲利村       | 曲利村       | 曲利村                   | 曲利村                   | 曲利村                     | 正木村                     | 正木村                         | 昭和29年4月1日 羽島市                        | 昭和29年4月1日 羽島市         | 羽島市                         | 羽島市   |
| 中島郡 | 新井村       | 新井村       | 新井村                   | 新井村                   | 新井村                     | 正木村                     | 正木村                         | 昭和29年4月1日 羽島市                        | 昭和29年4月1日 羽島市         | 羽島市                         | 羽島市   |
| 中島郡 | 須賀村       | 須賀村       | 須賀村                   | 須賀村                   | 須賀村                     | 正木村                     | 正木村                         | 昭和29年4月1日 羽島市                        | 昭和29年4月1日 羽島市         | 羽島市                         | 羽島市   |
| 中島郡 | 三ツ柳村     | 三ツ柳村     | 三ツ柳村                 | 三ツ柳村                 | 三ツ柳村                   | 正木村                     | 正木村                         | 昭和29年4月1日 羽島市                        | 昭和29年4月1日 羽島市         | 羽島市                         | 羽島市   |
| 中島郡 | 駒塚村       | 駒塚村       | 駒塚村                   | 駒塚村                   | 駒塚村                     | 駒塚村                     | 大正15年4月30日 竹ヶ鼻町に編入 | 昭和29年4月1日 羽島市                        | 昭和29年4月1日 羽島市         | 羽島市                         | 羽島市   |
| 中島郡 | 狐穴村       | 狐穴村       | 狐穴村                   | 狐穴村                   | 狐穴村                     | 駒塚村                     | 大正15年4月30日 竹ヶ鼻町に編入 | 昭和29年4月1日 羽島市                        | 昭和29年4月1日 羽島市         | 羽島市                         | 羽島市   |
| 中島郡 | 飯柄村       | 飯柄村       | 飯柄村                   | 飯柄村                   | 飯柄村                     | 駒塚村                     | 大正15年4月30日 竹ヶ鼻町に編入 | 昭和29年4月1日 羽島市                        | 昭和29年4月1日 羽島市         | 羽島市                         | 羽島市   |
| 中島郡 | 蜂尻村       | 蜂尻村       | 蜂尻村                   | 蜂尻村                   | 蜂尻村                     | 駒塚村                     | 大正15年4月30日 竹ヶ鼻町に編入 | 昭和29年4月1日 羽島市                        | 昭和29年4月1日 羽島市         | 羽島市                         | 羽島市   |
| 中島郡 | 江吉良村     | 江吉良村     | 江吉良村                 | 江吉良村                 | 江吉良村                   | 江吉良村                   | 江吉良村                       | 昭和29年4月1日 羽島市                        | 昭和29年4月1日 羽島市         | 羽島市                         | 羽島市   |
| 中島郡 | 舟橋村       | 舟橋村       | 舟橋村                   | 舟橋村                   | 舟橋村                     | 江吉良村                   | 江吉良村                       | 昭和29年4月1日 羽島市                        | 昭和29年4月1日 羽島市         | 羽島市                         | 羽島市   |
| 中島郡 | 堀津村       | 堀津村       | 堀津村                   | 堀津村                   | 堀津村                     | 堀津村                     | 堀津村                         | 昭和29年4月1日 羽島市                        | 昭和29年4月1日 羽島市         | 羽島市                         | 羽島市   |
| 中島郡 | 沖村         | 沖村         | 沖村                     | 沖村                     | 沖村                       | 上中島村                   | 上中島村                       | 昭和29年4月1日 羽島市                        | 昭和29年4月1日 羽島市         | 羽島市                         | 羽島市   |
| 中島郡 | 中村         | 中村         | 中村                     | 中村                     | 中村                       | 上中島村                   | 上中島村                       | 昭和29年4月1日 羽島市                        | 昭和29年4月1日 羽島市         | 羽島市                         | 羽島市   |
| 中島郡 | 一色村       | 一色村       | 一色村                   | 一色村                   | 一色村                     | 上中島村                   | 上中島村                       | 昭和29年4月1日 羽島市                        | 昭和29年4月1日 羽島市         | 羽島市                         | 羽島市   |
| 中島郡 | 長間村       | 長間村       | 長間村                   | 長間村                   | 長間村                     | 上中島村                   | 上中島村                       | 昭和29年4月1日 羽島市                        | 昭和29年4月1日 羽島市         | 羽島市                         | 羽島市   |
| 中島郡 | 千束新田     | 千束新田     | 千束新田                 | 千束新田                 | 長間村                     | 上中島村                   | 上中島村                       | 昭和29年4月1日 羽島市                        | 昭和29年4月1日 羽島市         | 羽島市                         | 羽島市   |
| 中島郡 | 午北新田     | 午北新田     | 午北新田                 | 午北新田                 | 午北新田                   | 上中島村                   | 上中島村                       | 昭和29年4月1日 羽島市                        | 昭和29年4月1日 羽島市         | 羽島市                         | 羽島市   |
| 中島郡 | 市之枝村     | 市之枝村     | 市之枝村                 | 市之枝村                 | 市之枝村                   | 下中島村                   | 下中島村                       | 昭和29年4月1日 羽島市                        | 昭和29年4月1日 羽島市         | 羽島市                         | 羽島市   |
| 中島郡 | 石田村       | 石田村       | 石田村                   | 石田村                   | 石田村                     | 下中島村                   | 下中島村                       | 昭和29年4月1日 羽島市                        | 昭和29年4月1日 羽島市         | 羽島市                         | 羽島市   |
| 中島郡 | 城屋敷村     | 城屋敷村     | 城屋敷村                 | 城屋敷村                 | 城屋敷村                   | 下中島村                   | 下中島村                       | 昭和29年4月1日 羽島市                        | 昭和29年4月1日 羽島市         | 羽島市                         | 羽島市   |
| 中島郡 | 西加賀野井村 | 西加賀野井村 | 西加賀野井村             | 西加賀野井村             | 西加賀野井村               | 下中島村                   | 下中島村                       | 昭和29年4月1日 羽島市                        | 昭和29年4月1日 羽島市         | 羽島市                         | 羽島市   |
| 中島郡 | 東方村       | 東方村       | 東方村                   | 東方村                   | 八神村                     | 八神村                     | 昭和2年4月1日 桑原村           | 昭和29年4月1日 羽島市                        | 昭和29年4月1日 羽島市         | 羽島市                         | 羽島市   |
| 中島郡 | 八神村       | 一部を除く   | 八神村                   | 八神村                   | 八神村                     | 八神村                     | 昭和2年4月1日 桑原村           | 昭和29年4月1日 羽島市                        | 昭和29年4月1日 羽島市         | 羽島市                         | 羽島市   |
| 中島郡 | 八神村       | 一部         | 八神村                   | 八神村                   | 八神村                     | 小薮村                     | 昭和2年4月1日 桑原村           | 昭和29年4月1日 羽島市                        | 昭和29年4月1日 羽島市         | 羽島市                         | 羽島市   |
| 中島郡 | 小薮村       | 小薮村       | 小薮村                   | 小薮村                   | 小薮村                     | 小薮村                     | 昭和2年4月1日 桑原村           | 昭和29年4月1日 羽島市                        | 昭和29年4月1日 羽島市         | 羽島市                         | 羽島市   |
| 中島郡 | 午南新田     | 午南新田     | 午南新田                 | 午南新田                 | 午南新田                   | 小薮村                     | 昭和2年4月1日 桑原村           | 昭和29年4月1日 羽島市                        | 昭和29年4月1日 羽島市         | 羽島市                         | 羽島市   |
| 中島郡 | 大須村       | 一部を除く   | 大須村                   | 大須村                   | 大須村                     | 小薮村                     | 昭和2年4月1日 桑原村           | 昭和29年4月1日 羽島市                        | 昭和29年4月1日 羽島市         | 羽島市                         | 羽島市   |
| 中島郡 | 大須村       | 一部         | 大須村                   | 大須村                   | 大須村                     | 八神村に編入               | 昭和2年4月1日 桑原村           | 昭和29年4月1日 羽島市                        | 昭和29年4月1日 羽島市         | 羽島市                         | 羽島市   |

## 行政
歴代郡長
| 代 | 氏名 | 就任年月日               | 退任年月日                | 備考                 |
| -- | ---- | ------------------------ | ------------------------- | -------------------- |
| 1  |      | 明治30年（1897年）4月1日 |                           |                      |
|    |      |                          | 大正15年（1926年）6月30日 | 郡役所廃止により廃官 |